# ヴィクトワール・ド・ロアン

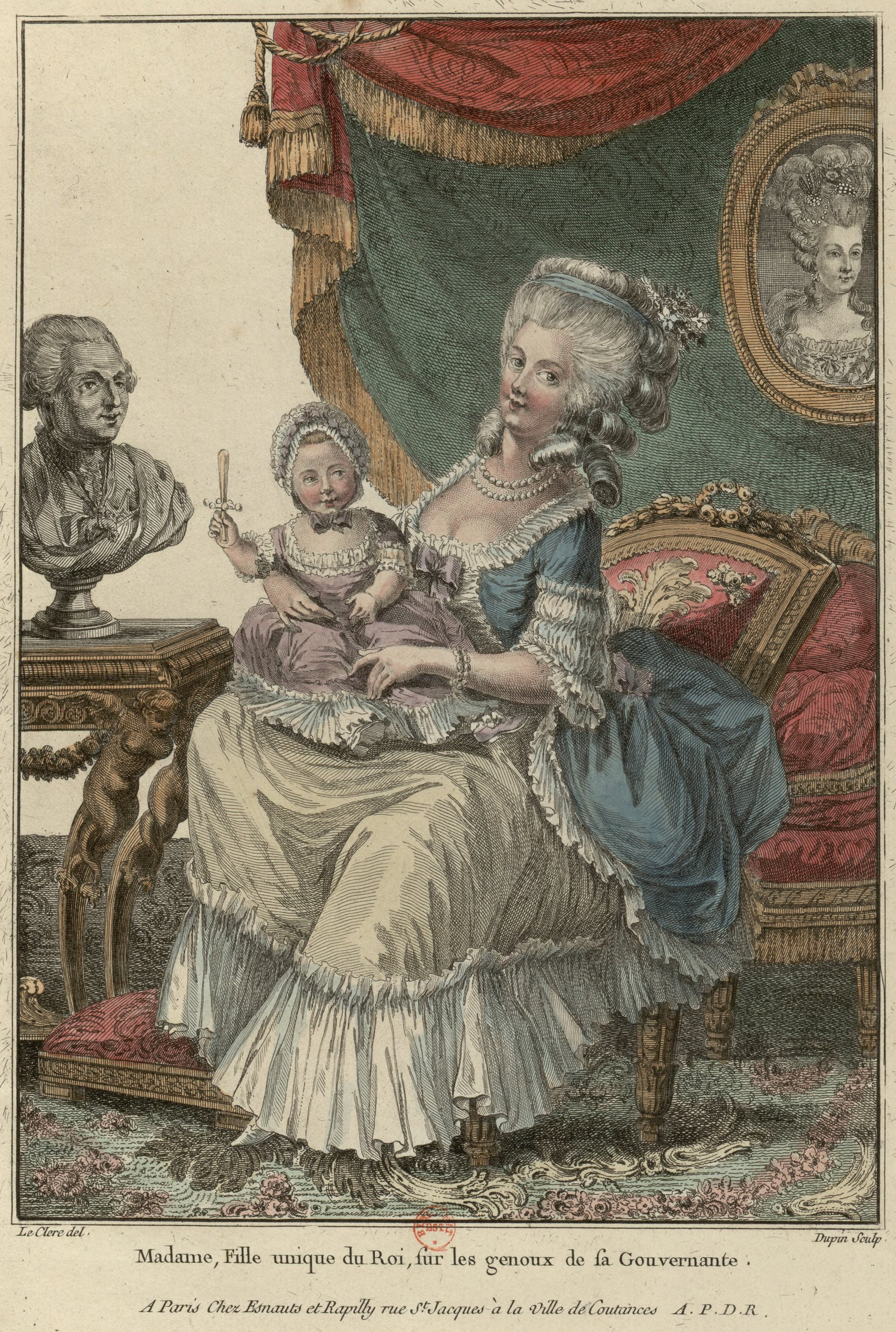
マダム・ロワイヤルの世話をするゲメネ夫人

ヴィクトワール＝アルマンド＝ジョゼフ・ド・ロアン（Victoire-Armande-Josèphe de Rohan, 1743年12月28日 - 1807年9月20日）は、ブルボン朝末期フランスの貴族女性、宮廷女官。王妃マリー・アントワネットの取り巻きの一人。王家のガヴァネスを務めたが、1782年夫の破産スキャンダル（ロアン＝ゲメネ破産事件）の影響で辞職した。宮廷ではゲメネ夫人（Madame de Guéméné）と呼ばれた。

## 生涯
スービーズ公シャルル・ド・ロアンとその2番目の妻でカリニャーノ公ヴィットーリオ・アメデーオの娘であるアンヌ・テレーズの間の唯一の子として生まれた。異母姉シャルロットはコンデ公ルイ・ジョゼフに嫁ぎ、フランス王族の列に連なった。1761年1月15日、同族のゲメネ公アンリ＝ルイ＝マリー・ド・ロアンと結婚、間に5人の子をもうけた。
ゲメネ夫人はランバル公妃とともに王妃マリー・アントワネットに影響力を持った最初期の友人であった。ゲメネ夫人は幼い王妃に贅沢な浪費や賭博の習慣を教えたことで悪評を買った。特に、イギリスで流行していた新しい形式の競馬「ファラオ」というゲームをヴェルサイユ宮廷で流行させ、この競馬で王妃が莫大な借金を作ってしまったことで非難された。1777年、フランス滞在を終えた王妃の長兄の神聖ローマ皇帝ヨーゼフ2世は、妹に戒告書を与えたが、その中で賭博のためにゲメネ公妃のサロンに入り浸る王妃のことを強くたしなめた。
ゲメネ夫人は心霊主義に傾倒していたことでも知られており、「相当に優れた知性の持ち主だったにもかかわらず、多くの時間を心霊主義のための愚行に無駄遣いした」。なおかつ愛犬家で、多数の犬を飼い、「霊魂を通じて犬と意思疎通ができる」と主張していた。大胆で騒々しく、自由で、鷹揚な性格の女性であり、宮廷の最良の人士を惹きつけた。鷹揚さについては、有名な宝石のコレクションを所有していたものの、自らは滅多に身に付けることはなく、友人たちに貸し出していた、という逸話からも窺える。
王妃の初期の友人サークルには、ゲメネ夫人の派閥とランバル夫人の派閥とがあり、ゲメネ夫人のサロンにはポリニャック夫人、コワニー公爵、ブザンヴァル男爵、ヴォドロイユ伯爵といった取り巻きたちが集まった。一方、ランバル夫人の部屋には王弟アルトワ伯爵やシャルトル公爵などの王家の連枝たちが出入りしていた。ゲメネ夫人とランバル夫人は実の従姉妹同士であったが、2人を中心とする両派閥は王妃から利益を引き出すうえで対立関係にあった。
1776年、長年にわたり王家のガヴァネスを務めてきた叔母マルサン夫人が職を辞すると、王妃はゲメネ夫人を後任の養育係に任命した。当初は十代の王妹マダム・エリザベートの教育の監督のみで暇も多かったが、1778年12月19日に国王夫妻の長女マダム・ロワイヤルが、1781年10月22日に国王夫妻の長男ルイ＝ジョゼフ王太子がそれぞれ誕生すると、彼らの養育に献身した。
ゲメネ夫人はコワニー公爵の弟コワニー伯爵と愛人関係にあった。夫のゲメネ公の方は、夫人の親友で王妃のお気に入りの一人であるディロン伯爵夫人と愛人関係にあった。ゲメネ夫人とディロン夫人は家族ぐるみで仲が良く、ゲメネ夫人は王家のガヴァネスとしての制約上、国王に許可が無ければ王宮から外出できなかったが、在職中一度だけ国王に外出許可をもらったのは、ディロン夫人の大叔父ナルボンヌ大司教がオートフォンテーヌで主催したパーティーに出席するためだった。王妃の朗読係マチュー＝ジャック・ド・ヴェルモン神父は、ゲメネ夫人やディロン夫人のような「堕落した」女たちを側近においておくことについて王妃に強く諌言した。
1782年12月、ゲメネ夫人は夫ゲメネ公の事業の失敗と破産によって起きたスキャンダルにより、王家のガヴァネスの職を退くことを余儀なくされた。後任には王妃が最も親しくしていたポリニャック夫人が選ばれた。夫妻は3300万リーヴルという莫大な債務の返済のため、パリ・ヴォージュ広場の本邸オテル・ド・ロアン＝ゲメネやモントルイユの別邸を含む資産の大部分を売却し、夫人の父スービーズ公から提供された屋敷に住んだ   。王妃はゲメネ夫人に宮廷の他の役職を与えて年金を支給し続けたが、ゲメネ公夫妻は宮中から追放され、夫人と王妃の個人的な交友も終わった。ゲメネ夫人は1787年に死去した父からクリソンなどの諸領地を相続した。
1789年フランス革命が起きると、家族と共に国境を越えてオーストリア領に逃れ、ベルギーを経由してボヘミアに落ち着いた。ゲメネ夫人の死の翌年の1808年、夫ゲメネ公はマリー・アントワネット王妃の甥、オーストリア皇帝フランツ1世よりオーストリア貴族の爵位ロアン侯位を与えられ、以後彼ら夫婦の子孫のロアン家（ロアン＝ゲメネ家及びロアン＝ロシュフォール家）はボヘミア貴族として続いた。

## 子孫
妻ゲメネ公との間に3男2女をもうけた。
- シャルロット＝ヴィクトワール＝ジョゼフ＝アンリエット（1761年 - 1771年）
- シャルル＝アラン＝ガブリエル（1763年 - 1836年） - 1781年ルイーズ＝アレー・ド・コンフラン＝ダルマンティエールと結婚、ロアン侯
  - ベルト（1782年 - 1841年） - 1800年叔父ルイ＝ヴィクトル＝メリアデック公子と結婚
- マリー＝ルイーズ＝ジョゼフィーヌ（1765年 - 1839年） - 1780年分家筋のロシュフォール公シャルル＝ルイ＝ガスパール・ド・ロアンと結婚
  - ガスパリーヌ（1798年 - 1871年） - 1822年ロイス＝グライツ侯ハインリヒ19世と結婚
  - カミーユ（1800年 - 1892年） - 1826年レーヴェンシュタイン＝ヴェルトハイム＝ローゼンベルク侯女アーデルハイトと結婚、ロアン侯
  - バンジャマン（1804年 - 1846年） - 1825年クロイ公女ステファニーと結婚
    - アルトゥール（1826年 - 1885年） - 1850年伯爵令嬢ガブリエーレ・フォン・ヴァルトシュタイン＝ヴァルテンブルクと結婚
      - アラン（1853年 - 1914年） - 1885年アウエルスペルク侯女ヨハンナと結婚、ロアン侯
      - マリア・ベルタ（1868年 - 1945年） - 1894年マドリード公カルロス・マリアと結婚
- ルイ＝ヴィクトル＝メリアデック（1766年 - 1846年） - 1800年姪ベルト公女と結婚、ロアン侯
- ジュール＝アルマン＝ルイ（1768年 - 1836年） - 1800年ザーガン女公ヴィルヘルミーネと結婚（1805年離婚）

3人の息子たちはいずれも男子を儲けられず、ロアン＝ゲメネ家は1846年断絶した。次女ジョゼフィーヌの子孫ロアン＝ロシュフォール家がゲメネ家の称号・資産をすべて相続し、その血統は現在まで続いている。